# Decaisnella
Decaisnella är ett släkte av svampar. Decaisnella ingår i familjen Massariaceae, ordningen Pyrenulales, klassen Eurotiomycetes, divisionen sporsäcksvampar och riket svampar.
|             | Aglaospora                                                                      |
|             |                                                                                 |
|             | Navicella                                                                       |
|             |                                                                                 |
| Decaisnella | \| \| Decaisnella spectabilis \| \| \| \| \| \| Decaisnella formosa \| \| \| \| |
|             | \| \| Decaisnella spectabilis \| \| \| \| \| \| Decaisnella formosa \| \| \| \| |
|             | Mamillisphaeria                                                                 |
|             |                                                                                 |
|             | Massaria                                                                        |
|             |                                                                                 |
|             | Dubitatio                                                                       |
|             |                                                                                 |
|             | Decaisnella spectabilis                                                         |
|             |                                                                                 |
|             | Decaisnella formosa                                                             |
|             |                                                                                 |

|  | Decaisnella spectabilis |
|  |                         |
|  | Decaisnella formosa     |
|  |                         |